# Kanton Sainte-Mère-Église
Kanton Sainte-Mère-Église (francouzsky Canton de Sainte-Mère-Église) byl francouzský kanton v departementu Manche v regionu Dolní Normandie. Tvořilo ho 26 obcí. Zrušen byl po reformě kantonů 2014.

## Obce kantonu
- Amfreville
- Angoville-au-Plain
- Audouville-la-Hubert
- Beuzeville-au-Plain
- Beuzeville-la-Bastille
- Blosville
- Boutteville
- Brucheville
- Carquebut
- Chef-du-Pont
- Écoquenéauville
- Foucarville
- Gourbesville
- Hiesville
- Houesville
- Liesville-sur-Douve
- Neuville-au-Plain
- Picauville
- Ravenoville
- Sainte-Marie-du-Mont
- Sainte-Mère-Église
- Saint-Germain-de-Varreville
- Saint-Martin-de-Varreville
- Sébeville
- Turqueville
- Vierville